# ماميتز (باد كاليه)
ماميتز، باد كاليه (بالفرنسية: Mametz, Pas-de-Calais)‏ هي بلدية تقع في إقليم باد كاليه من منطقة نور با دو كاليه في شمال فرنسا. تبلغ مساحة هذه المدينة 9.53 (كم²)، وترتفع عن سطح البحر 44 م، يبلغ عدد سكانها 1927 نسمة حسب إحصاء المعهد الوطني للإحصاء والدراسات الاقتصادية سنة 2009 م. وترأس Jacques Delmaire البلدية خلال فترة (2008-2014).